# Ökenstjärnesläktet
Ökenstjärnesläktet (Pachypodium) är ett släkte i familjen oleanderväxter med 25 arter i Afrika och på Madagaskar. Några arter odlas som krukväxter i Sverige.
Släktet innehåller buskar och träd med uppsvälld suckulent stam och innehåller mjölksaft. Varje nod har ett par taggar. Bladen sitter strödda eller i spiral. Blommorna sitter i toppställda knippen, de är ofta praktfulla, gula, purpur, rosa eller vita. Kronan är femflikig och flikarna överlappar åt höger. Frukten består av två karpeller. Fröna har en hårtofs i spetsen.